# Leonid Svirid
Leonid Svirid (Minsk, URSS, 2 de febrero de 1967) es un deportista bielorruso que compitió en judo. Ganó una medalla de bronce en el Campeonato Europeo de Judo de 1993 en la categoría de –95 kg.
Participó en dos Juegos Olímpicos de Verano en los años 1996 y 2000, su mejor actuación fue un decimotercer puesto logrado en Atlanta 1996 en la categoría de –95 kg.

## Palmarés internacional
| Campeonato Europeo | Campeonato Europeo | Campeonato Europeo | Campeonato Europeo |
| Año                | Lugar              | Medalla            | Categoría          |
| ------------------ | ------------------ | ------------------ | ------------------ |
| 1993               | Atenas (Grecia)    | Medalla de bronce  | –95 kg             |